# Hilarographa dulcisana
Hilarographa dulcisana es una especie de polilla de la familia Tortricidae.
Fue descrita científicamente por Walker en 1863.